# Paul Goerens
Joseph Paul Goerens (* 29. Januar 1882 in Bonneweg; † 22. Oktober 1945 in Velen) war ein deutscher Metallurg.

## Leben
Nach dem Besuch der École industrielle et commerciale in Luxemburg studierte er ab 1899 Eisenhüttenkunde an der Technischen Hochschule in Aachen, wo er 1904 seinen Examen machte. Anschließend wurde er als Assistent beschäftigt und war ab 1906 Dozent für Metallurgie, Materialkunde und Elektrostahlerzeugung. 1907 promovierte er zum Doktoringenieur. Zum ordentlichen Professor für physikalische Metallurgie, Materialkunde und Elektrostahlerzeugung an der Technischen Hochschule Aachen wurde er 1909 ernannt. 1917 erhielt er eine Anstellung als metallurgischer Berater in der Friedrich Krupp AG, wo er ab 1918 Abteilungsdirektor und Prokurist wurde. 1924 wurde er stellvertretender Direktor und ab 1. Januar 1929 als Direktionsmitglied technischer Leiter des Konzerns und leitete die Geschäftsbereiche Metallurgie und Stahlbetriebe.
Goerens veröffentlichte zahlreiche wissenschaftliche Schriften, darunter das Standardwerk Einführung in die Metallographie, das auch in andere Sprachen übersetzt wurde. Er war zudem Vorsitzender oder Mitglied in mehreren Aufsichtsräten, Vereinigungen und Gesellschaften sowie Vorsitzender des Vorstands des Deutschen Museums München. So wurde er 1929 Mitglied der Schiffbautechnischen Gesellschaft. In der Ausführung des nationalsozialistischen Gesetzes zur Ordnung der nationalen Arbeit wurde Goerens 1934 zum Betriebsführer ernannt und 1937 zum Wehrwirtschaftsführer. 1940 war er Vorstandsmitglied des Vereins Deutscher Ingenieure (VDI). Nach der Umbildung des Vorstandes 1943 gab Goerens die Leitung der Gussstahlfabrik an Eduard Houdremont ab und schränkte seine Mitwirkung auf eine nominelle Tätigkeit im Direktorium ein.
Am 10. September 1945 wurde er von den Alliierten in das Internierungslager Velen gebracht, wo er am 22. Oktober Suizid beging. Er wurde auf dem Südwestfriedhof in Essen beigesetzt.

## Ehrungen
- In Essen-Frohnhausen ist die Paul-Goerens-Straße nach ihm benannt.
- Dr. phil. h. c. der Westfälischen Wilhelms-Universität in Münster (1942)
- Komturkreuz des Militär- und Zivildienst-Orden Adolphs von Nassau
- Goldene Carnegie-Medaille des Iron and Steel Institute in London (1912)
- Ehrenbürger der RWTH Aachen (1929)
- Ehrenbürger der Stadt Essen (1930)
- Ehrensenator der RWTH Aachen (1942)